# Habovallstjärnen
Habovallstjärnen är en sjö i Ljusdals kommun i Hälsingland och ingår i Ljusnans huvudavrinningsområde. Sjön är 6,2 meter djup, har en yta på 0,102 kvadratkilometer och är belägen 416 meter över havet.

## Delavrinningsområde
Habovallstjärnen ingår i det delavrinningsområde (685522-147984) som SMHI kallar för Ovan 685476-148160. Medelhöjden är 375 meter över havet och ytan är 3,59 kvadratkilometer. Det finns inga avrinningsområden uppströms utan avrinningsområdet är högsta punkten. Vattendraget som avvattnar avrinningsområdet har biflödesordning 3, vilket innebär att vattnet flödar genom totalt 3 vattendrag innan det når havet efter 159 kilometer. Avrinningsområdet består mestadels av skog (89 procent). Avrinningsområdet har 0,1 kvadratkilometer vattenytor vilket ger det en sjöprocent på 2,8 procent.